# Цвєтухін Федір Андрійович
Федір Андрійович Цвєтухін (12 вересня 1904 — 19??) — український розвідник. Полковник. Начальник Першого управління (розвідувального) НКВС Української РСР (1942—1945).

## Життєпис
Народився 12 вересня 1904 року в селі Богоявленському Херсонського повіту Херсонської губернії (Нині Корабельний район міста Миколаєва). У 1916 році закінчив три класи церковноприходської школи, у 1919 році — два класи училища, освіту в обсязі середньої школи отримав на курсах у 1934 році. У 1962 році закінчив три курси юридичного факультету Київського державного університету ім. Т. Г. Шевченка.
У 1920—1923 рр. — інспектор з ліквідації неписьменності у Миколаєві.
З серпня 1925 по січень 1926 рр. — фінансовий інспектор райвиконкому в Миколаєві
З січня 1926 по листопад 1929 рр. — інспектор державного страхування районного виконкому у м. Варварівка Одеської області.
З грудня 1929 року — позаштатний уповноважений відділу контррозвідки Миколаївського окружного відділу Державного політичного управління Української СРР.
З листопада 1930 року — помічник уповноваженого Інформаційного відділу оперативного сектора ДПУ Української СРР у місті Полтава.
У квітні 1931 року — уповноважений Секретно-політичного відділу оперативного сектора ДПУ.
З 1932 року — уповноважений, оперуповноважений, начальник відділення № б Секретно-політичного відділу Управління НКВС по Харківській області.
У 1936 році — отримав спеціальне звання лейтенанта держбезпеки. Працює на посаді начальника 4-го відділення 4-го відділу, помічника начальника 9-го відділу, помічника начальника Економічного управління.
У квітні 1939 року — очолює 1-й Спеціальний відділ НКВС Української РСР, отримує також спеціальне звання старшого лейтенанта держбезпеки.
У квітні 1941 року — обіймає посаду начальника відділу «А», а з серпня 1941 року ще й посаду заступника начальника Першого управління НКВС УРСР.
З березня по червень 1942 року — заступник начальника, виконував обов'язки начальника Першого управління НКВС УРСР.
У 1942 році — отримав спеціальне звання капітана держбезпеки. Після перебування в резерві кадрів з лютого по серпень 1942 року продовжує службу на керівних посадах у зовнішній розвідці.
З жовтня 1942 по червень 1944 рр. — начальник Першого управління (розвідувального) НКВС Української РСР, а згодом — Народного комісаріату державної безпеки Української РСР. Керував оперативними групами при діючих частинах Радянської Армії, здійснював розвідувальну та контррозвідувальну діяльність.
З червня 1944 року — начальник Управління НКДБ по Рівненській області.
У 1944 році — отримав спеціальне звання полковника держбезпеки.
З січня 1947 року — очолює 5-те Управління МДБ Української РСР.
З травня 1953 року — заступник начальника 4-го Управління МВС Української РСР.
11 червня 1954 року — звільнений у запас Комітету державної безпеки СРСР.

## Нагороди та відзнаки
- Орден «Знак Пошани» (1943)
- Орден Червоної Зірки (1944),
- Орден Червоного Прапора (1944),
- Орден Вітчизняної війни І ступеня (1948),
- Медаль «За відвагу» (1944),
- Медаль «Партизану Вітчизняної війни» І ступеня (1943),
- Медаль «За оборону Сталінграда» (1942),
- Медаль «За доблесну працю у Великій Вітчизняній війні 1941—1945 рр.» (1945).